# Apogon amboinensis
Apogon amboinensis är en fiskart som beskrevs av Bleeker, 1853. Apogon amboinensis ingår i släktet Apogon och familjen Apogonidae. IUCN kategoriserar arten globalt som otillräckligt studerad. Inga underarter finns listade i Catalogue of Life.